# Richard Lindzen
Richard Siegmund Lindzen (nacido el 8 de febrero de 1940) es un físico norteamericano estudioso de la atmósfera, conocido por su trabajo sobre la dinámica de la atmósfera intermedia, las mareas atmosféricas y la fotoquímica del ozono. Ha publicado más de 200 artículos científicos y libros. Desde 1983 hasta su jubilación en 2013, ostentó la plaza de profesor Alfred P. Sloan de Meteorología en el MIT (Massachusetts Institute of Technology). Fue uno de los autores principales del 7º capítulo sobre los "Procesos físicos y retroalimentaciones del clima", publicado en el Tercer Informe del IPCC emitido por el panel intergubernamental sobre el cambio climático (IPCC). Lindzen ha sido muy crítico con el consenso sobre el calentamiento global y con los que él ha llamado "alarmistas climáticos".

## Educación
Lindzen concurrió al "Bronx High School of Science" (ganando las becas Regents y Mérito Nacional), Instituto Politécnico Rensselaer, y a la Universidad de Harvard. De Harvard, recibió un A.B. en Física, en 1960, seguido por un S.M. en Matemática Aplicada en 1961, y luego un Ph.D. en la misma especialidad en 1964. Su tesis doctoral versó en Los procesos radiativos y fotoquímicos en la dinámica estratosférica y mesosférica, refiriéndose a la interacción de la capa de ozono fotoquímica, la transferencia radiativa y la dinámica de la atmósfera media.

## Carrera
Lindzen ha publicado artículos sobre la circulación Hadley, meteorología de monzones, inestabilidades de la hidrodinámica atmósfera planetaria, , transporte de calor global, ciclo hidrológico, eras glaciares, efectos estacionales atmosféricos. Su principal contribución a la literatura académica sobre el cambio climático antropogénico, fue su propuesta de la hipótesis de iris en 2001, con la coautoría de Ming-Dah Chou y Arthur Y. Hou. Es miembro de la Academia Nacional de Ciencias y del Concejo de Ciencia, Salud, y Asesoría Económica, del Centro Annapolis de Ciencia política pública. Educado en la Harvard University (Ph.D., '64, S.M., '61, A.B., '60), moviéndose al MIT en 1983, antes de haber ocupado cargos en la Universidad de Washington (de 1964 a 1965), y en el Instituto de Meteorología Teórica, de la Universidad de Oslo (de 1965 a 1966), en el National Center for Atmospheric Research (NCAR) (de 1966 a 1967), en la Universidad de Chicago (de 1968 a 1972) y en la Universidad de Harvard (de 1972 a 1983). También brevemente ocupó una posición de Profesor Visitante en la UCLA, en 1967. Para enero de 2010, su lista de publicaciones incluía 230 artículos y textos publicados entre 1965 a 2008, y cinco más en proceso para 2009. Es autor de un texto básico sobre la dinámica atmosférica, y coautor de la monografía Mareas Atmosféricas con Sydney Chapman.

## Primeras obras (1964-1972)
Los primeros trabajos Lindzen se referían a la fotoquímica del ozono, a la aerodinámica de la atmósfera media, la teoría de la marea atmosférica, y las ondas planetarias. Su trabajo en esas áreas le condujo a una serie de descubrimientos matemáticos y científicos fundamentales, incluyendo el descubrimiento de la profundidad negativa equivalente en la teoría de las mareas clásica, encontrando explicaciones, tanto para la oscilación cuasibienal de la estratosfera de la Tierra y el periodo de cuatro días de la superrotación de la atmósfera de Venus por encima del tope nuboso.

### Fotoquímica del ozono
Su tesis de doctorado, de 1964, se refiere a las interacciones en la fotoquímica del ozono, la teoría del transporte radiativo y la dinámica de la atmósfera media. Eso formó la base de su seminal Radiative and Photochemical Processes in Mesospheric Dynamics que se publicó en cuatro partes en el Journal of the Atmospheric Sciences entre 1965 y 1966. La primera de ellas: Parte I: Models for Radiative and Photochemical Processes, la realizó en coautoría con su colega de Harvard y su exasesor de tesis de Ph.D. Richard M. Goody, que es bien conocido por su texto de 1964 Atmospheric Radiation El estudio de 1965 de Lindzen y Goody, ha sido ampliamente citado como fundacional en el modelado exacto de la atmósfera media y de la fotoquímica del ozono. Esa obra fue extendida en 1973, para incluir los efectos de las reacciones del nitrógeno e hidrógeno, con la doctorando, Donna Blake, en Effect of photochemical models on calculated equilibria and cooling rates in the stratosphere.
La obra de Lindzen sobre la fotoquímica del ozono, ha sido importante en estudios que muestran los efectos que hace el agujero de ozono antropogénico sobre el clima.

### Mareas atmosféricas
Desde el tiempo de Laplace (1799), los científicos estaban desconcertados sobre por qué las variaciones de presión medida en la superficie de la Tierra está asociada con las mareas semidiurnales solares dominando sobre las mareas diurnas en amplitud, cuando intuitivamente cabría esperar que el paso diurno (diario) del sol domine. Lord Kelvin (1882) había propuesto la teoría llamada "resonante", en donde la marea semidiurna sería "seleccionada" por la oscilación diurna, si el ambiente de alguna manera era capaz de oscilar libremente en un período de muy cerca de 12 h, de la misma manera que los tonos son seleccionados en una cuerda vibrante. En la segunda mitad del siglo XX, sin embargo, las observaciones no habían podido confirmar esta hipótesis, y una hipótesis alternativa se propuso que algo debía suprimir la marea diurna. En 1961, Manfred Siebert sugirió que la absorción de insolación solar por el vapor de agua troposférico podría explicar la reducción de la marea diurna. Sin embargo, no logró incluir una función para el ozono estratosférico. Eso fue rectificado en 1963 por el físico australiano Stuart Thomas Butler y su estudiante doctorando K.A. Small quienes mostraron que el ozono estratosférico absorbía una buena parte de la insolación solar.
Sin embargo, las predicciones de la teoría clásica de las mareas todavía no estaban de acuerdo con las observaciones. Fue Lindzen, en su trabajo de 1966: On the theory of the diurnal tide, que mostró que el conjunto de soluciones de las funciones de Hough dadas por Bernard Haurwitz, donde la ecuación de mareas de Laplace estaba incompleta: modos con profundidades negativas equivalentes se han omitido. Lindzen llegó a calcular la respuesta térmica de la marea diurna, con la absorción de vapor de agua y del ozono, en detalle, y demostró que cuando sus desarrollos teóricos fueron incluidos, se predijo la oscilación de presión en la superficie, con aproximadamente la magnitud y la fase observada, al igual que la mayoría de las características de las oscilaciones del viento diurno en la mesosfera. En 1967, junto con su colega del NCAR, Douglas D. McKenzie, Lindzen extendió la teoría paraincluir un término para el enfriamiento newtoniano debido a la emisión de radiación infrarroja por el dióxido de carbono en la estratósfera a lo largo de los procesos fotoquímicos de ozono, y luego, en 1968, demostró que la teoría también predecía que la oscilación semidiurna sería insensible a las variaciones en el perfil de temperatura, por lo que se observa mucho más fuerte y regular en la superficie.
Mientras ejercía el cargo de investigador científico en el National Center for Atmospheric Research (NCAR), en Boulder, Colorado, Lindzen se dio cuenta y se hizo amigo del profesor Sydney Chapman, que había contribuido a la teoría de las mareas atmosféricas en una serie de documentos a partir de la década de 1920 hasta la década de 1940. Eso llevó a la publicación conjunta en 1969 de una monografía de 186 páginas (reeditado en 1970 como un libro) Atmospheric Tides.

### Oscilación cuasibienal
Aunque no se llevó a cabo en el momento, la oscilación cuasibienal (QBO) fie observada durante la erupción del Krakatoa en 1883, cuando sus cenizas fueron transportadas por el globo, de este a oests por vientos estratosféricos en alrededor de dos semanas. Esos vientos comenzaron a conocerse como los "Krakatoa del este". Y se observaron nuevamente en 1908, por el meteorólogo germano Arthur Berson, que vio que los vientos soplaban desde el oeste a una altitud de 15 km en el África tropical (con sus experimentos con globos). Estos fueron conocidos como los "vientos del oeste Berson." Sin embargo, no fue sino hasta la década de 1960 que el ciclo de ~ 26 meses de la QBO fue descrita por primera vez, de forma independiente por Richard J. Reed en 1960 y Veryhard y Ebdon en 1961.

### Superrotación de Venus
Desde los 1960s un fenómeno extraño se ha observado en la atmósfera de Venus, donde la atmósfera sobre la base nubosa parece viajar por todo el planeta unas 50 veces más rápido que la rotación de la superficie del planeta, o lo mismo en sólo cuatro o cinco días de la Tierra. En 1974, fue propuesta una teoría por Stephen B. Fels y Lindzen, explicando lo denominado "superrotación" que sostuvo que la rotación es impulsada por la marea atmosférica térmica. Una teoría alternativa fue propuesta por Peter J. Gierasch al año siguiente que sostuvo, en cambio, que la circulación meridional (de Hadley) puede transportar el impulso por la mezcla de Foucault. La causa real de este fenómeno sigue siendo debatida en la literatura, con los experimentos GCM lo que sugiere que tanto los mecanismos de Fels/Lindzen como el de Gierasch están implicados.

## Trabajos recientes (1990-al presente)

### Sensibilidad climática
Lindzen hipotetizó que el planeta Tierra puede actuar como un iris infrarrojo. Un incremento en la temperatura del mar en los trópicos resultaría en una reducción de nubes cirrus y por ende mayor filtración de radiación infrarroja de la atmósfera terrestre. Esta hipótesis sugiere una retroalimentación negativa que contrarrestaría los efectos del calentamiento por CO2 reduciendo la sensibilidad climática. Datos de satélite del Sistema de Energía Radiante de la Tierra y de las Nubes (CERES) ha llevado a científicos a investigar la teoría de Lindzen y concluir que el efecto Iris de hecho calentaría la atmósfera. Lindzen ha expresado su preocupación sobre la validez de los modelos computarizados utilizados para predecir el cambio climático futuro. Lindzen deijo que predecía que el calentamiento puede estar sobrestimado debido a un manejo inadecuado del sistema del clima de retoralimentación de vapor de agua. La retroalimentación debido al vapor de agua es un factor muy importante en la determinación de cuanto calentamiento se puede esperar con concentraciones mayores de dióxido de carbono. Lindzen dijo que la retroalimentación de vapor de agua podía actuar cancelando el calentamiento futuro. Esta aseveración ha sido criticada duramente.

### Panel del NAS
En 2001, Lindzen sirvió en el grupo de once miembros del Panel organizados por el National Academy of Sciences.

### Actividades del IPCC
Lindzen trabajó en el Capítulo 7 del grupo de Trabajo 1 de 2001 IPCC, que consideró los procesos físicos activos en el clima del mundo real. Previamente había sido contribuidor del Capítulo 4 del "Segundo Informe del IPCC, de 1995". Él describió el completo informe del IPCC 2001 como "una admirable descripción de las actividades de investigación en la ciencia del clima" a pesar de que criticó al Resumen IPCC para Responsables de Políticas. Lindzen declaró, en mayo de 2001, que no tenía realmente un resumen del informe del IPCC pero había sido enmendada para establecer conclusiones más definitivas. También hizo hincapié en el hecho de que el resumen no había sido escrito por los científicos solos. El panel de la Academia NAS, en la que sirvió Lindzen, dice que el resumen es el resultado del diálogo entre científicos y políticos.

### Acuerdo de Kioto
Del Protocolo de Kioto, ha dicho que existe un amplio consenso de que tal Protocolo, por sí mismo, va a hacer "casi nada" para estabilizar los niveles atmosféricos de CO2.

## Posiciones sobre el cambio climático
Se ha opuesto desde hace mucho tiempo al consenso sobre el calentamiento global, indicando que los científicos son tan capaces de cometer errores como cualquier otro profesional cuando la ciencia pareciera apuntar en una sola dirección. Hizo una analogía en 1996 entre el consenso a principios y mediados del siglo veinte sobre la eugenesia y actual consenso sobre el calentamiento global. En una entrevista de 2007 en el programa de Larry King, Lindzen dijo:

"estamos hablando de unas pocas décimas de cambio en la temperatura. Ningunas de ellas en los últimos ocho años, por si acaso. Pero porque la temperatura en sí misma es tan poco espectacular, hemos desarrollado todo tipo de miedos sobre futuros escenarios -- de inundaciones, plagas, de un aumento en las tormentas, cuando la física dice que cada vez deberíamos ver menos. Creo que es más que todo como cuando los niños se encierran en roperos oscuros para ver cuanto pueden asustarse a cada uno y a ellos mismos".

## Otras publicaciones

### Libros
- richard s. Lindzen. 2005. Dynamics in Atmospheric Physics. Edición ilustrada, reimpresa de Cambridge University Press. 324 pp. ISBN 0-521-01821-8

edward n. Lorenz, george w. Platzman, jule g. Charney. 1990. The atmosphere, a challenge: the science of Jule Gregory Charney. Historical monograph series. Editor American Meteorological Society, 321 pp. ISBN 1-878220-03-9
- edwin k. Schneider, richard s. Lindzen, ben p. Kirtman. 1996. Tropical influence on global climate. Nº 22 de Report (Center for Ocean-Land-Atmosphere Studies). Editor	Institute of Global Environment and Society, 20 pp.

- de-Zheng Sun, richard s. Lindzen. 1993. An EPV view of the zonal mean distribution of temperature and wind in the extra-tropical troposphere. Nº 25 de Report. Editor Center for Global Change Science, Massachusetts Institute of Technology, 54 pp.

- richard s. Lindzen, siu-shung Hong, jeffrey Forbes. 1977. Semidiurnal Hough Mode Extensions in the Thermosphere and Their Application. Editor Defense Technical Information Center, 69 pp.

- sydney Chapman, richard s. Lindzen. 1970 Atmospheric tides: thermal and gravitational. Editor Springer, 200 pp. ISBN	902770113X en línea

- richard s. Lindzen. 1965. Radiative and photochemical processes in strato- and mesospheric dynamics. Editor Harvard University

## Honores
- Galardón Meisinger y Charneyde, American Meteorological Society
- Medalla Macelwane, American Geophysical Union
- Premio Leo, Fundación Wallin de Goteborg, Suecia

Miembro de
- National Academy of Sciences (NAS),
- Norwegian Academy of Science and Letters
- American Academy of Arts and Sciences
- American Association for the Advancement of Sciences
- American Geophysical Union
- American Meteorological Society
- correspondiente del Comité NAS sobre Derechos Humanos
- United States National Research Council Board on Atmospheric Sciences and Climate

Consultor de
- Global Modeling and Simulation Group, Goddard Space Flight Center, NASA
- y científico visitante distinguido del California Institute of Technology's Jet Propulsion Laboratory

Lindzen es de los investigadores más citados del ISI, y su biografía se ha incluido en American Men and Women of Science.